# Siding

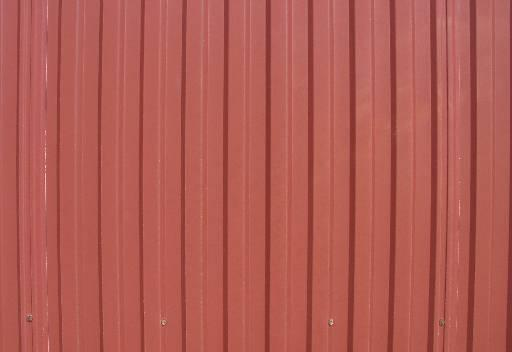
Siding z listew stalowych

Siding (także oblicówka) – metoda wykończania elewacji budynków, zabezpieczająca ściany z zewnątrz przed przenikaniem wody z opadów oraz wiatru. Zewnętrzną, widoczną warstwę stanowią panele z drewna, metalu lub tworzyw sztucznych (winyl, PVC). Szerokość paneli wynosi kilkanaście centymetrów, a długość do kilku metrów. Panele mocuje się (gwoździami) do rusztu z listew drewnianych lub klamrami do specjalnych listew systemowych. 
Obecnie najpopularniejszy jest siding z paneli z tworzyw sztucznych. Jest on tani, łatwy w montażu dzięki dostępności licznych elementów i akcesoriów (narożniki, łączniki, kratki wentylacyjne itp). Takie wykończenie ścian nie wymaga konserwacji i jest łatwe do mycia. Stosując siding można poprawić właściwości izolacyjne ściany, umieszczając między listwami izolację cieplną i wiatroizolację.